# Yang Kyoungjong
Yang Kyoungjong (en coréen : 양경종), né le 3 mars 1920 à Sinŭiju, en Corée, et mort le 7 avril 1992 en Illinois, aux États-Unis, est un soldat coréen qui participa à diverses batailles de la Seconde Guerre mondiale au sein de l'Armée impériale japonaise, l'Armée rouge, et enfin au sein de la Wehrmacht allemande,,,.

## Biographie
En 1938, à l'âge de 18 ans, Yang Kyoungjong se trouvait en Mandchourie lorsqu'il fut incorporé dans l'armée du Kwangtun de l'Armée impériale japonaise afin de se battre contre l'armée de l'Union soviétique. À cette époque, la Corée était sous domination japonaise. Durant la bataille de Khalkhin Gol, il fut capturé par l'Armée rouge et transféré dans un camp de travail. Du fait du manque de main d’œuvre auquel devaient faire face les Soviétiques dans leurs combats contre l'Allemagne nazie, en 1942, il fut incorporé au sein de l'Armée rouge avec plusieurs autres milliers de prisonniers et fut envoyé sur le front de l'Est,.
En 1943, il fut capturé par les soldats de la Wehrmacht en Ukraine au cours de la bataille de Kharkov, et forcé à se battre pour l'Allemagne. Yang fut transféré en France occupée afin de se battre au sein d'un bataillon de prisonniers de guerre soviétiques connu sous le nom de « légion de l'Est ». Il servit dans un bataillon localisé dans la péninsule du Cotentin en Normandie, proche d'Utah Beach. Après le débarquement en Normandie, Yang fut capturé par des soldats de l'armée américaine en juin 1944. Comme il portait un uniforme allemand, les Américains pensèrent d'abord qu'il était japonais et le placèrent dans un camp de prisonniers de guerre au Royaume-Uni,.
À ce moment, le lieutenant Robert Brewer du 506e régiment d'infanterie de la 101e division aéroportée, rapporta que son régiment avait capturé quatre Asiatiques portant des uniformes allemands après le débarquement, et que dans un premier temps personne n'était capable de communiquer avec eux,.
Plus tard, Yang Kyoungjong émigra aux États-Unis, où il vécut jusqu'à sa mort en 1992,,.

## Dans la culture populaire
En 2011, le film Far Away : Les Soldats de l'espoir de Kang Je-gyu retrace l'histoire de Yang Kyoungjong.

### Sources
- L'itinéraire d'un soldat coréen de la Mandchourie à la Normandie
- Yang Kyoungjong